# اسپارتا، نیوجرسی
اسپارتا (به انگلیسی: Sparta Township) شهری در ایالت نیوجرسی کشور ایالات متحده آمریکا است که جمعیت آن در سرشماری سال ۲۰۱۰ میلادی، ۱۹٬۷۲۲ نفر بوده‌است.